# تطهير جيني
تطهير جيني (بالإنجليزية: Genetic Purging)‏، وهو انخفاض في تواتر الألائل الضارة ناتج عن زيادة في كفاءة الانتخاب الطبيعي بفعل التوالد الداخلي.
يحدث التطهير بسبب تعبير العديد من الألائل الضارة عن كافة آثارها السيئة فقط في حالة الزيجوت متماثل الألائل، أي عند وجود نسختين منها. وخلال التوالد الداخلي، ومع تزاوج الأفراد المرتبطة وراثيًا، ينتج الفردان نسلًا متماثل الزيجوت على الأرجح. وتزداد فرص ظهور هذه الألائل الضارة، لتجعل الأفراد أقل صلاحيةً من الناحية الوراثية، أي أنهم يمررون نسخًا أقل من الجينات الخاصة بهم إلى الأجيال المستقبلية. وبعبارة أخرى، يعمل الانتخاب الطبيعي على تطهير الألائل الضارة.
يقلل التطهير من العدد الكلي للألائل الضارة المتنحية، ومن انخفاض متوسط الصلاحية الوراثية الناتج عن التوالد الداخلي (انحدار التوالد الداخلي للصلاحية).
أحيانًا ما يستخدم مصطلح «التطهير» للإشارة إلى الانتخاب ضد الألائل الضارة بشكل عام. وذلك لتجنب الالتباس مع مصطلح «الانتخاب المُطهر» في هذا السياق العام، ولجعل مصطلح التطهير مختصًا بالتعريف الموضح بالأعلى بشكل محدد.

## الآلية
من الواضح أن الألائل الضارة المنفصلة في الكائنات الضعفانية تميل أن تكون متنحيةً، بشكل جزئي على الأقل. وهذا يعني أنه عند تشكل الزيجوت متماثل الألائل (أي وجود نسختان متماثلتان من الأليل)، تنخفض الصلاحية الوراثية أكثر من الضعف مقارنةً بانخفاضها في حالة تشكل الزيجوت متغاير الألائل (أي وجود نسخة واحدة من الأليل). وبعبارة أخرى، يختفي جزء من الآثار الضارة لهذه الألائل عند تشكل زيجوت متغاير، ولكنه يظهر في حالة تشكل زيجوت متماثل من هذه الألائل، وبالتالي يكون الانتخاب أكثر كفاءةً ضد هذه الألائل الضارة عند تشكل متماثل الزيجوت. وبما أن التوالد الداخلي يزيد من احتمالية تشكل متماثل الزيجوت من هذه الألائل، فإنه يزيد من آثارها الضارة المحتملة المُعبَّر عنها، وبالتالي يعرضها للانتخاب. ويسبب ذلك بعض الزيادة في ضغط الانتخاب (على نحو جزئي) ضد الألائل الضارة، وهو ما يُعرف بالتطهير. وبالطبع، يسبب ذلك بعض النقص في الصلاحية، وهو ما يعرف بانحدار التوالد الداخلي.
يمكن أن يقلل التطهير من متوسط تواتر الألائل الضارة عبر الجينوم بمقدار أقل مما هو متوقع عند الأفراد الناتجة دون توالد داخلي. وعلى الرغم أن هذا المقدار لا يعوض عادةً عن جميع الآثار السلبية للتوالد الداخلي، فإنه يؤدي إلى العديد من النتائج المفيدة بالنسبة للصلاحية. ويعتبر ما يُعرف باسم «حِمل التوالد الداخلي» أحد هذه النتائج. ويعني أنه، بعد التطهير، من المتوقع أن يكون التوالد الداخلي أقل ضررًا. ولكن تظل أسرع هذه النتائج هي خفض انحدار التوالد الداخلي للصلاحية: فبسبب التطهير، ينخفض متوسط الصلاحية أقل مما هو متوقع من التوالد الداخلي وحده، وبعد بعض الانخفاض المبدئي، يمكن للصلاحية أن تزداد مرةً أخرى لتصل إلى نفس قيمتها قبل التوالد الداخلي.

## الأدلة والمشاكل
عندما تبدأ مجموعة مستقرة سابقًا من الأفراد في التوالد الداخلي، يكون الانتخاب الطبيعي عبارة عن تطهير جيني بشكل رئيسي، ما لم يتغير أي شيء آخر. وتختلف النتائج المشتركة للتطهير والتوالد الداخلي على الصلاحية اعتمادًا على العديد من العوامل: التاريخ السابق للأفراد، ومعدل زيادة التوالد الداخلي، وقسوة البيئة أو قسوة الظروف التنافسية. كان داروين أول من لاحظ آثار التطهير الجيني في النباتات، ورُصدت أيضًا عن طريق التجارب المخبرية في الكائنات الفقارية التي تمارس التوالد الداخلي في حدائق الحيوان أو في الحياة البرية، بالإضافة إلى البشر. هناك العديد من العوامل التي تعيق رصد عملية التطهير الجيني، ولكن هناك دليل ثابت على أن التوالد الداخلي البطئ يؤدي إلى زيادة كفاءة التطهير، ولذلك يمكن أن تسبب إحدى عمليات التوالد الداخلي تهديدًا منخفضًا إلى بقاء الأفراد، إذا كانت العملية تتم بشكل بطئ.
ومع ذلك، وفي المواقف العملية، يعتمد التغير الجيني في الصلاحية أيضًا على العديد من العوامل، بجانب التوالد الداخلي والتطهير. فعلى سبيل المثال، يمكن أن يسبب التكيف مع الظروف البيئية المتغيرة تغيرات جينيةً متناسبةً مع هذه الظروف خلال التوالد الداخلي. وعلاوةً على ذلك، إذا كان التوالد الداخلي ناتج عن تناقص في عدد الأفراد، يمكن أن يكون الانتخاب ضد الطفرات الضارة أقل كفاءةً، وهذا يمكن أن يحفز انخفاضًا إضافيًا في الصلاحية على المدى الطويل المتوسط. 
وعلاوةً على ذلك، يمكن أن يكون جزءًا من انحدار التوالد الداخلي غير ناتج عن الألائل الضارة، ولكنه بسبب المزايا الجوهرية الناتجة عن التغاير الزيجوتي لأي أليل متاح مقارنةً بالتماثل الزيجوتي له، وهو ما يعرف بالسيادة المفرطة. ولا يمكن تطهير انحدار التوالد الداخلي الناتج عن السيادة المفرطة، ويبدو وكأنه سببًا ثانويًا في انحدار التوالد الداخلي بشكل عام، ولكن ما زالت أهميته الفعلية محل نقاش بين العلماء.
ولذلك، يعتبر التنبؤ بالتطور الفعلي للصلاحية خلال التوالد الداخلي أمرًا شديد الصعوبة. ولكن يمكن التنبؤ بجزء من الانخفاض في الصلاحية، والمتوقع حدوثه بسبب التوالد الداخلي والتطهير، باستخدام معامل التوالد الداخلي المُطهَّر (g).